# Berliner Zeughaussturm

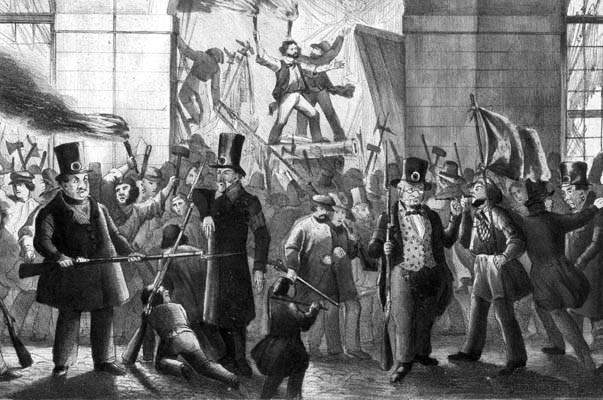
Zeitgenössische Karikatur: Heldenhafte Verteidigung des Zeughauses

Der Berliner Zeughaussturm vom 14. Juni 1848 war die heftigste Unruhe seit dem Barrikadenaufstand am 18./19. März 1848 in Berlin und führte zum Rücktritt der Regierung Camphausen-Hansemann.

## Vorgeschichte
Die radikaleren Revolutionäre forderten innerhalb und außerhalb der Preußischen Nationalversammlung die rechtliche Anerkennung der Revolution. Am 8. Juni stellte der Berliner Druckereibesitzer Julius Berends in der Nationalversammlung einen Antrag, die „Versammlung wolle in Anerkennung der Revolution zu Protokoll erklären, dass die Kämpfer des 18. und 19. März, sich wohl um das Vaterland verdient gemacht hätten.“ Die gemäßigte Mehrheit des Hauses lehnte den Antrag ab und stellte sich damit hinter die Regierung Camphausen-Hansemann. Die Folge war, dass sie damit die außerparlamentarische Agitation provozierte, die im Zeughaussturm ihren Höhepunkt erreichte.

## Die Ereignisse und die Folgen
Das Berliner Zeughaus wurde als zentrales Militärdepot in der Stadt von den Anhängern der Revolution bereits seit Mai 1848 als möglicher Ausgangspunkt von gegenrevolutionären Aktionen der Armee argwöhnisch beobachtet. Unmittelbarer Anlass waren aufhetzende Reden eines Redners mit Namen Urban, der am Morgen des 14. Juni 1848 vor versammelten Arbeitern geäußert hatte, dass ihnen durch das ausgesprochene Recht auf Volksbewaffnung Waffen zustünden und sie dieses Recht einfordern sollten.
Diese Forderung war deshalb populär, weil die Masse der Bevölkerung faktisch nicht Mitglied der zu Beginn der Revolution gebildeten Bürgerwehr werden konnte, da deren Angehörige ihre Ausrüstung selbst zu zahlen hatte. Daher wurde die Parole von der Menge aufgenommen, die zunächst zur Sing-Akademie zu Berlin, dem damaligen vorübergehenden Sitz der Nationalversammlung, zog. Dort wurden die Demonstranten von der Berliner Bürgerwehr mit Waffengewalt, bei der zwei Tote und mehrere Verwundete zu beklagen waren, zurückgetrieben. Daraufhin zog die Menge am Abend des 14. Juni zum Zeughaus, um sich dort auf eigene Faust mit Waffen zu versorgen. Der Wache gelang es nicht, die Demonstranten aufzuhalten, die deshalb in das Gebäude eindrangen und plünderten. Dabei wurden nicht nur Waffen mitgenommen, sondern auch Kriegstrophäen und Regimentsfahnen zerstört. Im Laufe der Nacht gelang es einer bis dahin undenkbaren Konstellation von Militär und Bürgerwehr, die Besetzer zu vertreiben und die Mehrzahl der Waffen wieder einzusammeln.
Der Zeughaussturm führte nicht nur zum Rücktritt des Berliner Polizeipräsidenten Julius von Minutoli auch auf Druck des königlichen Hofs in Potsdam, und später zur Verurteilung einiger Militärs, sondern er war einer der Hauptfaktoren für den Rücktritt des Ministeriums Camphausen-Hansemann.
Bei der Berliner Bürgerwehr wurde dem Kommandeur Blesson die Hauptschuld an dem blamablen Auftreten seiner Truppe angelastet. Er hatte erst Anfang des Monats Juni 1848 das Kommando von Friedrich von Aschoff übernommen und trat im Gefolge des Zeughaussturms am 15. Juni 1848 zurück. Major Otto Rimpler wurde zum neuen „interimistischen Commandeur der Bürgerwehr“ gewählt.
Stephan Born, der als Mitglied der Bürgerwehr an der Entwaffnung der Demonstranten beteiligt gewesen war, berichtete später, dass unter diesen auffällig viele jugendliche Betrunkene waren, und äußerte den Verdacht, dass interessierte Kräfte von Seiten der Gegenrevolution das Geschehen bewusst gefördert hätten, um die Revolution zu diskreditieren. Auch der damalige Staatsanwalt und demokratische Politiker Jodocus Temme äußerte sich im selben Sinn und behauptete sogar, er könne die Beteiligung der Reaktion nachweisen. Entsprechende Beweise für diese Darstellung existieren allerdings bislang nicht.